# Bretten (Haut-Rhin)
Bretten település Franciaországban, Haut-Rhin megyében. Lakosainak száma 185 fő (2022. január 1.). Bretten Soppe-le-Bas, Sternenberg, Eteimbes, Bellemagny és Le Haut-Soultzbach községekkel határos.

## Népesség
A település népességének változása:
| Lakosok száma | 172  | 175  | 181  | 181  | 183  | 184  | 186  | 188  | 185  |
|               | 2013 | 2015 | 2016 | 2017 | 2018 | 2019 | 2020 | 2021 | 2022 |